# Cabézon de Frantzius
Semnornis frantzii
Espèce
Statut de conservation UICN

 LC  : Préoccupation mineure
Le Cabézon de Frantzius (Semnornis frantzii) est une espèce d'oiseaux de la famille des Semnornithidae.

## Description
Cet oiseau trapu mesure environ 17 cm de longueur pour un poids de 58 à 72 g. Il a un plumage essentiellement brun olive à brun orangé avec un petit masque noir. Il a un bec court et massif avec une pointe un peu crochue. Il présente un faible dimorphisme sexuel : le mâle a une raie noire à la nuque.
Cet oiseau émet souvent un cri sonore : wha-wha-wha.

## Répartition
Cet oiseau vit dans la cordillère de Talamanca.

## Habitat
Il fréquente les forêts humides et les vieilles forêts secondaires.

## Biologie

### Comportement
Cet oiseau vit en petits groupes en dehors de la saison de reproduction.

### Alimentation
Cette espèce consomme des fruits, des insectes et du nectar.